# Richard Thomas (matemático)
Richard Paul Winsley Thomas é um matemático britânico, que trabalha com geometria (geometria algébrica, geometria diferencial, geometria simplética) e suas aplicações em física matemática (variedade de Calabi-Yau, simetria especular, teoria de gauge). É professor no Imperial College London.
Thomas obteve um doutorado em 1997 na Universidade de Oxford, orientado por Simon Donaldson, com a tese Gauge theory on Calabi-Yau Manifolds.
Recebeu o Prêmio Whitehead de 2004. Foi palestrante convidado do Congresso Internacional de Matemáticos em Hyderabad (2010: Exercises in Mirror Symmetry). É fellow da American Mathematical Society.

## Publicações selecionadas
- A holomorphic Casson invariant for Calabi-Yau 3-folds, and bundles on K3 vibrations. J. Differential Geom. 54 (2000), no. 2, 367–438.
- com P. Seidel: Braid group actions on derived categories of coherent sheaves. Duke Math. J. 108 (2001), no. 1, 37–108.
- com R. Pandharipande: Curve counting via stable pairs in the derived category. Invent. Math. 178 (2009), no. 2, 407–447.
- Moment maps, monodromy and mirror manifolds, in Fukaya, Oh, Ono, Tian (Herausgeber) Symplectic geometry and mirror symmetry (Seoul, 2000), World Scientific, 2002, p. 467–498, Online
- Mirror Symmetry: a geometric survey, in Naber u. a. (Eds.) Encyclopedia of Mathematical Physics, Elsevier 2006
- com Rahul Pandharipande, Cumrun Vafa, Ravi Vakil, Eric Zaslow, Sheldon Katz, Kentarō Hori, Albrecht Klemm Mirror Symmetry, Clay Mathematics Monographs, Volume 1, 2003
- com Pandharipande: Notes on the proof of the KKV conjecture, Surveys in Differential Geometry, Arxiv